# Víctor Hernández Jara
Víctor Félix Hernández Jara, detto Negro (Pando, 1º marzo 1944 – Montevideo, 28 ottobre 2014), è stato un cestista uruguaiano.

## Carriera
Con l'Uruguay ha disputato due edizioni dei Campionati del mondo (1967 e 1970), disputando complessivamente 12 partite.